# Obújivka
Obújivka (en ucraniano: Обухівка) es un pueblo ucraniano perteneciente al óblast de Dnipropetrovsk. Situado en el centro del país, es parte del raión de Dnipró y parte del municipio (hromada) homónimo.

## Toponimia
El nombre del lugar en ruso es Obújovka (en ruso: Обуховка). Durante la era soviética y hasta 2016, cuando se cambió su denominación de acuerdo con las leyes de descomunización de Ucrania, se llamaba Kirovske (en ucraniano: Кіровське; en ruso: Кировское) en honor a Serguéi Kírov.

## Geografía
Obújivka es un suburbio de Dnipró y está ubicado en la orilla izquierda del Dniéper.    

## Historia
El lugar se menciona por primera vez en 1648 como Obújivka, llamado así por el cosaco Andréi Obuch.    
Oficialmente, la aldea fue formada por un decreto del 22 de octubre de 1938 combinando las aldeas de Obújivka y Sugákivka en un solo asentamiento, clasificándolo como un asentamiento de tipo urbano y asignándole el nombre de Kirovske.
En 1964, en relación con la construcción de la central hidroeléctrica de Dneprodzerzhinsk, se tendió un nuevo canal y gracias a esto, cerca del pueblo se formó una nueva zona recreativa suburbana con bases y casas de vacaciones, complejos turísticos y playas de arena simplemente limpias. Durante la era soviética era un lugar de descanso y centro turístico para los residentes de Dnipró.    
El jardín de infancia, construido en 2018, fue nominado en febrero de 2020 por los organizadores del Premio Mies van der Rohe para el Premio Europeo de Arquitectura Contemporánea.
Obújivka fue parte del raión de Petrikivka hasta 2020, año en el que se hizo una reforma administrativa que redujo el número de raiones del óblast de Dnipropetrovsk a siete, y la ciudad pasó a ser parte del raión de Dnipró.En 2023, la localidad perdió el estatus de asentamiento de tipo urbano debido a la eliminación de este estatus administrativo.
En el marco de la invasión rusa de Ucrania, el ejército ruso lanzó un ataque con cohetes contra una casa privada del pueblo el 18 de octubre de 2023.

## Demografía
La evolución de la población de Obújivka entre 1886 y 2022 fue la siguiente:
| 1930                                                          | 7915 | 7221 | 7638 | 8100 | 8249 | 9136 | 9290 | 9273 | 9137 |
| (Fuente: Cities & Towns of Ukraine y UKRAINE: Größere Städte) |      |      |      |      |      |      |      |      |      |

Según el censo de 2001, la lengua materna de la mayoría de los habitantes, el 93,52%, es el ucraniano; y del 5,1% es el ruso.

## Infraestructura

### Transporte
Obújivka tiene acceso a la autopista H31 que conecta Dnipró y Reshetílivka. 